# Рыцари правосудия
«Рыцари правосудия» (англ. Team Knight Rider, TKR, дословный перевод — «Команда рыцарей дорог») — телесериал, который показывался в США в 1997 — 1998 годах. Он частично продолжал линию, начатую в сериале Рыцарь дорог. Сериал повествовал о работе пяти высококвалифицированных специалистов по борьбе с преступностью, выполняющих задания по поручению «Фонда за Закон и Правопорядок» (англ. Foundation for Law And Government, FLAG). У каждого из них есть «напарник»: сверхтехнологичная машина, оснащённая искусственным интеллектом.
Сериал продержался в эфире всего один сезон (22 серии), после чего был закрыт из-за низких рейтингов.

## В ролях
- Брикстон Карнс — Кайл Стюарт, бывший агент ЦРУ и лидер команды;
- Кристина Стил — Дженни Эндрюс, ветеран войны в заливе, возможно, дочь Майкла Найта, главного героя оригинального сериала.
- Дуан Дэвис — Дюк ДеПальма, бывший чикагский полицейский и боксер;
- Кэти Треджизер — Эрика Уэст, бывшая мошенница и воровка, которой дали шанс использовать её навыки для правоохранительной работы;
- Ник Уэсслер — Кевин «Трек» Сандерс, компьютерный гений. Прозвище «Трек» ему дали родители, большие поклонники сериала «Star Trek».

## Транспорт

### Основной состав
- Данте (англ. Dante) — модифицированный Ford Expedition. Может выступать в роли мобильного командного центра. Как и его пилот Кайл, Данте лидер «своей» команды, команды машин, однако к нему не слишком часто прислушиваются. У него спокойный характер и несколько раздражающие британские манеры. Данте озвучен Томом Кейном.
- Домино (англ. Domino) — модифицированный Ford Mustang. По характеру она крайне похожа на своего пилота, Дженни. Она — самая разговорчивая из машин. Озвучена Нией Вардалос.
- Зверь (англ. Attack Beast, Beast) — модифицированный внедорожник Ford F-150. У него несколько агрессивный и несдержанный характер. Его любимая тактика — крушить стены, искренне удивляя тем самым противников. Он не любит, когда ему приказывают, даже его пилот Дюк не всегда может наладить с ним контакт. Единственный, кого он слушает и уважает — это Дженни из команды. Когда она рядом, он мгновенно становится мягче. Зверя озвучивал Кэрриган Ман.
- Кэт и Платон (англ. Kat and Plato) — пара мотоциклов-близнецов. Кэт — совершенная противоположность своему пилоту Эрике. Она всегда действует по правилам и законам, в отличие от Эрики, идущей на всё ради достижения цели. Кэт больше выступает в роли «опекуна» для пилота, чем её напарницы. Кэт озвучивала Андреа Бьютнер.
  - Платон же, напротив, очень похож на своего пилота Кевина. Они оба являются «умниками» в команде. Платон любит цитировать телерекламу и кинофильмы. Также он иногда ведёт настолько сложные размышления, что только Кэвин может его понять. Платона озвучивал Джон Кэссир.
- Высокоскоростной транспорт (англ. High Pursuit Vehicle, HPV) — объединение Кэт и Платона. HPV очень быстр и манёвренен.

### Другие машины
- Sky One — модифицированный самолёт C5 с искусственным интеллектом и возможностью вертикального взлёта. Он является мобильной базой Рыцарей, заменившей грузовик Фонда из первого сериала. Sky One озвучена Линдой Макколою.
- KRO (Knight Reformulation One, произносится как Crow, ворон) — модифицированный Ferrari GTS, машина, которая, по замыслу Фонда, должна была полностью заменить КИТТа. Однако у KRO был крайне нестабильный искусственный интеллект. После убийства пяти человек, он был деактивирован, но, несмотря на это, он сбежал и убил своего создателя. В итоге Фонд решил окончательно уничтожить его. KRO озвучивал Джон Уэллс.
- KA (Knight Alpha) — автомобиль, созданный, как прототип Европейского Рыцаря Дорог с базой в Берлине. Он говорит только по-немецки (хотя он и знает множество языков, он не говорит на английском в знак протеста против эгоцентричности американцев).

## Список серий
101. Fallen Nation (Первый показ 6.10.97)
102. The Magnificent TKR (13.10.97)
103. The 'A' List (20.10.97)
104. K.R.O. (27.10.97)
105. Inside Traitor (3.11.97)
106. Choctaw L-9 (10.11.97)
107. Everything to Fear (17.10.97)
108. Sky One (24.11.97)
109. The Iron Maiden (1.12.97)
110. Oil and Water (8.12.97)
111. Et Tu Dante (5.1.98)
112. The Bad Seed (12.1.98)
113. Out of the Past (19.1.98)
114. The Return of Megaman (26.1.98)
115. Angels in Chains (3.2.98)
116. The Blonde Woman (10.2.98)
117. The Ixtafa Affair (16.2.98)
118. Home Away From Home (23.2.98)
119. EMP (27.4.98)
120. Apocalypse Maybe (4.5.98)
121. Spy Girls (11.5.98)
122. Legion of Doom (18.5.98)